# Lublinland

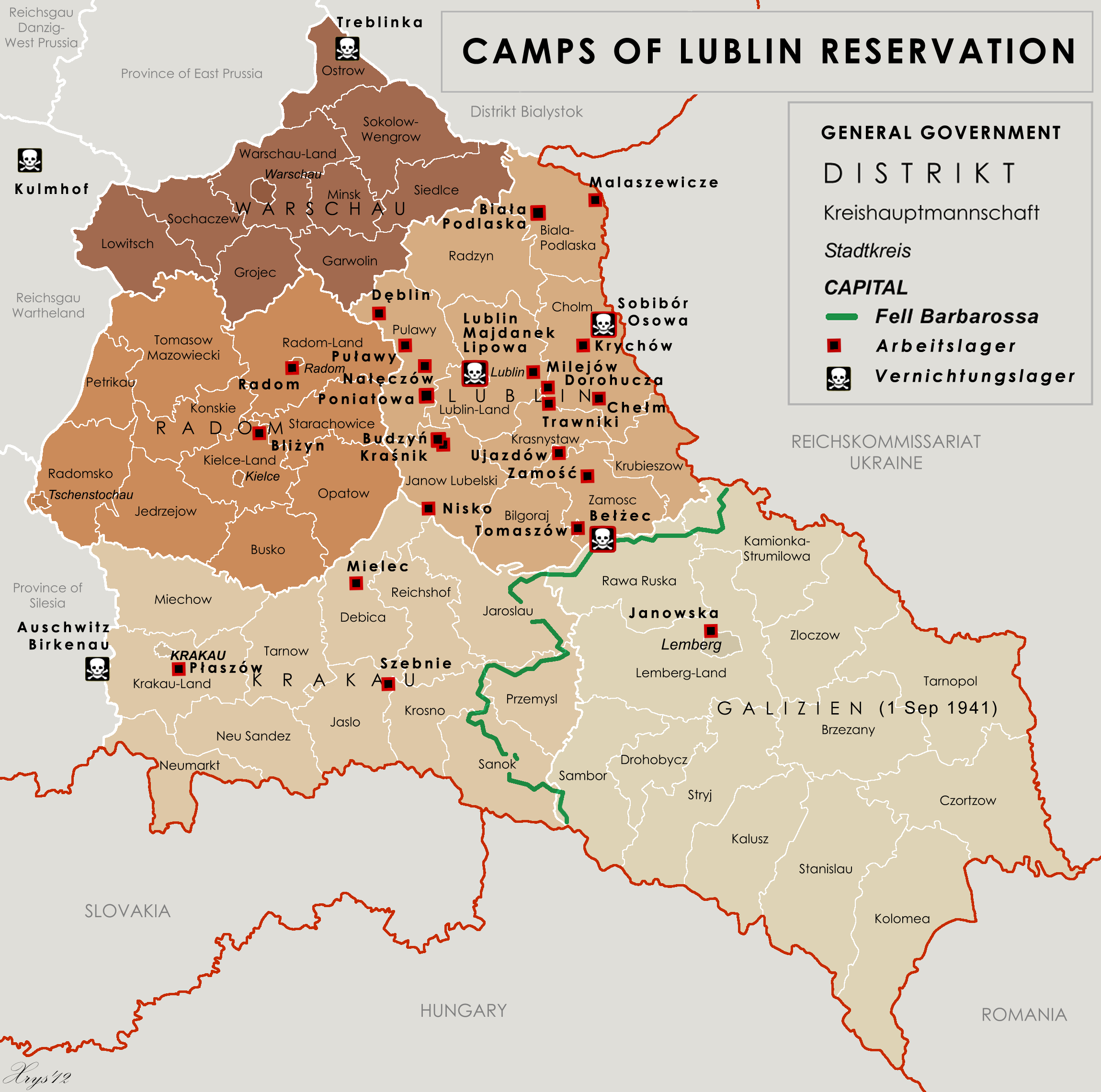
Dystrykt lubelski i niemieckie obozy w ramach Generalnego Gubernatorstwa

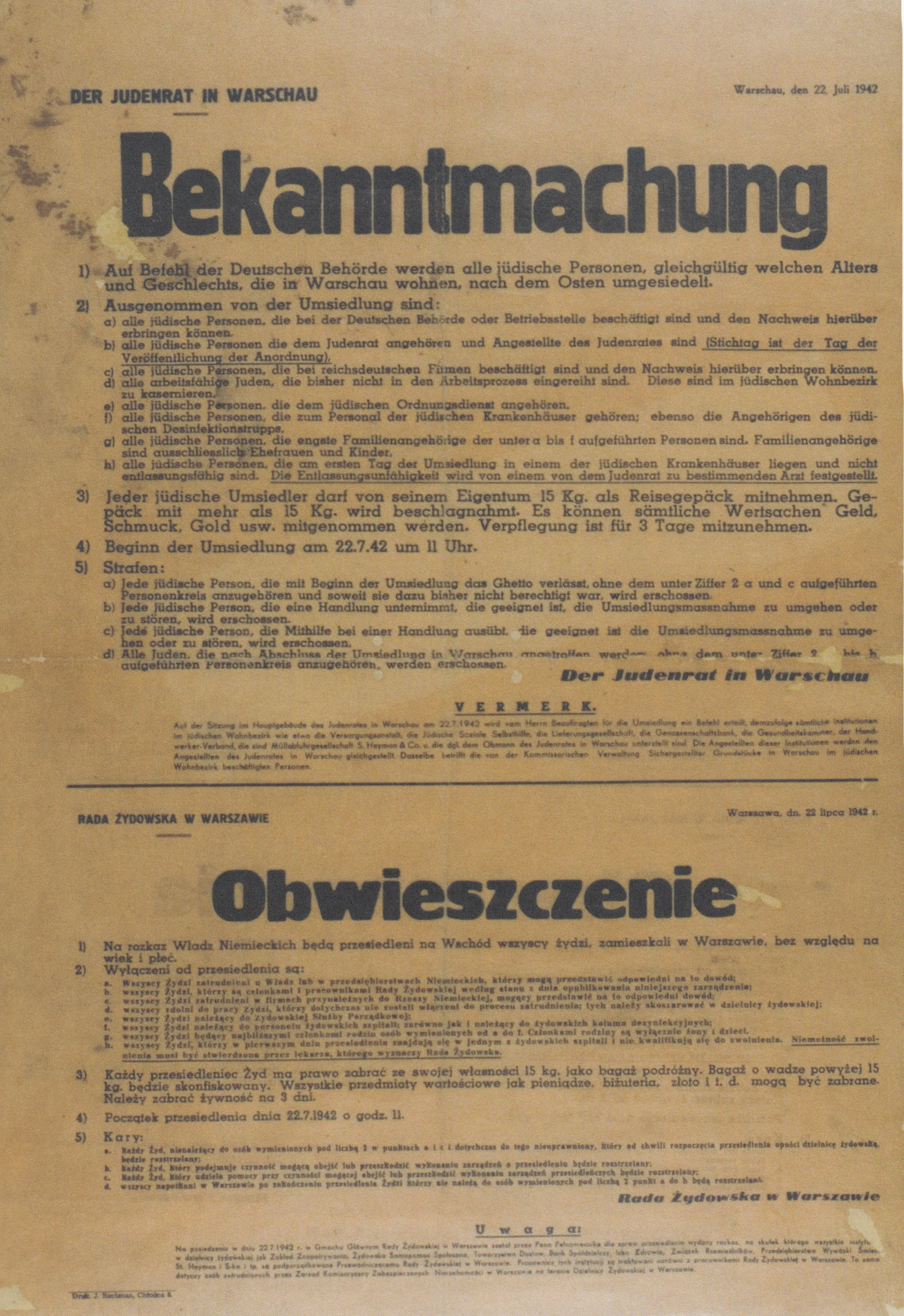
Wydane na rozkaz Niemców obwieszczenie warszawskiej Rady Żydowskiej z 22 lipca 1942, informujące o deportacji mieszkańców warszawskiego getta rzekomo na Wschód, a faktycznie do obozu zagłady

Lublinland – planowane przez III Rzeszę podczas II wojny światowej utworzenie na Lubelszczyźnie żydowskiego obszaru autonomicznego (rezerwatu lub państwa) pod protektoratem niemieckim.

## Historia
III Rzesza prowadziła politykę antysemicką, zmierzającą do całkowitego usunięcia Żydów z Europy. W 1933 Niemcy miały ok. 60 mln mieszkańców, z czego tylko niecały 1% stanowili Żydzi. Po wybuchu II wojny światowej naziści poszukiwali sposobów na rozwiązanie tzw. „kwestii żydowskiej”, m.in. poprzez zorganizowanie państwa żydowskiego w Europie Wschodniej. Założenie nie miało charakteru zbrodniczego i nie miało służyć eksterminacji tego narodu.
W wyniku zajęcia w 1939 przez III Rzeszę ziem polskich, w granicach terytorium niemieckiego znalazło się dodatkowo około 2 mln Żydów. Niemcy rozpoczęli przymusowe wysiedlanie Żydów z terenu Niemiec i innych obszarów wcielonych do Rzeszy. Ludność żydowska była masowo przenoszona do utworzonego na ziemiach polskich Generalnego Gubernatorstwa, w którym były największe skupiska ludności żydowskiej w Europie. Wśród koncepcji było rozważane utworzenie rezerwatu żydowskiego, a nawet państwa. Ówczesna prasa podporządkowana nazistom powszechnie informowała o mającym powstać terytorium dla Żydów europejskich, co może tłumaczyć uległość okazywaną przez masy wobec akcji deportacyjnych i wywożenia w nieznane.
Proces planowej, masowej eksterminacji rozpoczął się dopiero pod koniec 1941, po ataku Niemiec na ZSRR 22 czerwca 1941, gdy Adolf Hitler uwierzył w swoją wszechwładzę. W wyniku sukcesów militarnych na terenach kontrolowanych przez Niemcy znalazły się kolejne miliony Żydów ze wschodniej Polski, Białorusi, Ukrainy, Litwy, Łotwy, Besarabii i Bukowiny. Wówczas nastąpił zwrot polityki niemieckiej i rozpoczął się Holocaust.